# 実況パワフルプロ野球2001
『実況パワフルプロ野球2001』（じっきょうパワフルプロやきゅう2001）は2001年6月7日にコナミから発売されたプレイステーション用野球ゲームである。選手データは2001年度開幕版のものを使用している。関連作品として選手データが更新された『実況パワフルプロ野球2001決定版』『実況パワフルプロ野球2002春』『実況パワフルプロ野球プレミアム版』がある。

## 主なモード
- 対戦…内容は、今までのシリーズ同様。今作では一軍選手と二軍選手の入れ替えが可能になり、二軍選手でも特殊操作なしに出場することが出来た（アレンジチーム・オールスター除く）。
- ホームラン競争…全てホームランを打つと、OB選手が使用可能になる。
- シナリオ…12球団の昨シーズンの実際の試合中のシチュエーションから勝利を目指す。
- ドラマティックペナント…キャンプロード・ファームロードという育成システムにより、サクセスロードの要領で選手を成長させることができる（使用しないでプレイすることも可能）。
- リーグ…内容は、今までのシリーズ同様。
- キャンプ…練習モード。
- データ処理…パスワード入力や選手閲覧、メモリーカード間のコピーなどを行う。
- 公式戦記録…『2001』では2000年ペナントレースのデータを閲覧できる。
- サクセスロード…後述。

## サクセスロード
今回の舞台はプロ二軍編。今までのサクセスモードとは異なり、1年の期間を通して1週間を3つに分けてコマンドを行う。また、『実況パワフルプロ野球2000開幕版』のサクセスモードで初登場したシチュエーションモードによる試合がオープン戦で1試合だけある。
主人公はプロ野球の二軍選手となり、病弱な妹のなぎさの願いを叶えながら試合で活躍し、年末の契約更改までに監督に認められて一軍昇格を目指す。主人公の成績によってなぎさの病状が変化し、最高の結果ならなぎさは退院し、なぎさ版超人伝という本をもらって主人公が大きく成長するが、最悪の結果だと海外の病院に送られ主人公の能力が大幅に下がったり、マイナスの特殊能力が付いてしまうこともある。
なぎさのごほうびや経験点による特殊能力の取得方法、彼女の存在など各シリーズそれぞれ細部に相違点がある。そのため攻略法も作品ごとに変わる。
試合には2軍登録されている実在選手が登場する。架空選手を含め主人公の所属チームの選手はランダムで能力が成長するので終盤の試合には勝ちやすくなっている（練習の指示はできない）。
作成した選手は『パワプロ8』で使用可能（『2001』のみ）。『2001決定版』は『パワプロ8決定版』に対応。

### 主な登場人物
パワプロ7の設定と異なり、猪狩・阿畑含め全球団共通の人物設定である。

#### 選手
主人公
球団オーナーから1年以内に活躍できなければ解雇といわれ奮起する。今作では無口。ただし猪狩の皮肉に激怒したり、妹の励ましに奮起したり、チームメートと一緒にはしゃいで笑っていたりと喜怒哀楽は表現する。
無口なのは、ファームロードと一部の機能を共用しているためである。現にファームロードにおいても登録されているプロ野球選手は無口である。
矢部明雄
いわずと知れた牛乳瓶のそこのような眼鏡が特徴の外野手（中堅手、右翼手）。主人公の親友であり良きライバル。今回もアニメが録画できなくて嘆いたり、食品玩具のチョコレートを主人公に処分させるなどのマニアぶりを発揮。
猪狩守
後の猪狩カイザースのエースピッチャー。その投手能力もさることながら、野手能力も高いというとてつもない選手。高校時代主人公に活躍された経験を持つ。そのため主人公に対して特別な意識を持つ。カナヅチ。
阿畑やすし
ナックルボーラー。オリジナルアレンジの変化の大きいナックルボールが特徴で、アバタボールという。何度も試作と失敗を重ねており、その数はアバタボールの語尾の～号という数字に表されている。ストレート、アバタボール以外にはHシュートを投げる。二軍から一軍に昇格するもすぐに二軍に降格される。
グラン・ファニーニョ
助っ人外国人。プエルトリコ出身。常にホームランを狙うために本数は打つが、打率が低く三振も多いという典型的なスラッガー。故郷プエルトリコに家族を残して来ており、ホームシックになることがあるが、その際は主人公のやる気も下がる。途中で猪狩と対決するイベントがあり、負けると「サガサナイデクダサ～イ」と言い残して行方不明になる。

#### 球団関係者
鮫島粂太郎
球団職員。『実況パワフルプロ野球5』にも登場した、矢部の1年上のキャプテン。野球は心でやるものという信条を持つ。コーチと対立する。
コーチさん
ドラマティックペナントのコーチさんと同一人物。練習レベルの相談や特訓の予約などができる。
二軍監督
常に後姿で登場する。『2001決定版』以降では一部特殊能力の獲得条件に関係する。
加藤理香
球団担当医。発生確率はランダムだが爆弾を除去してくれる。ダイジョーブ博士と共に登場することもある。

#### その他
早川あおい
今回は選手としては登場しないが、主人公と変化球勝負するイベントがある。
なぎさ
主人公の妹。兄の活躍を誰よりも期待している。
加藤京子
看護師。なぎさの担当。今回は怪我や病気にならなくても出番が多い。
ダイジョーブ博士
シリーズお馴染みのマッドサイエンティスト。今作では改造手術の理念を加藤理香に宥められる。
犬
今回の名前は「ビーム」。矢部に懐く。

## 2002春
『実況パワフルプロ野球2002春』は2002年3月14日に発売されたプレイステーション用ソフト。『パワプロ2001』をベースに選手データを2002年開幕予想データに更新。
シリーズとしては初めてサクセスの新規ストーリーがなかった。そのかわり、サクセスのイベントの追加などを行ったマイナーチェンジ版である。
また、シナリオモードが無くなった。

## プレミアム版
『実況パワフルプロ野球プレミアム版』は2003年1月23日に発売された。2002年シーズン終了後のデータが使用されており、位置づけとしては『2002決定版』。内容はサクセスロードを含め『2001』、『2001決定版』、『2002春』とほぼ同様だが、以下のような変更点がある。
- 実況担当が『パワプロ9』と同じ辻よしなり（おそらく『9』で使用した2002年度向け実況データを再使用しているため）。
- 球威メーターの導入。
- 一部の特殊能力の表示が5段階。

このソフトの発売をもって、プレイステーション版のパワプロの発売は終了した。